# Université d'Alicante
L'université d'Alicante (en valencien : Universitat d'Alacant ou UA) a pris en octobre 1979 la structure officielle de Centre d'études universitaires (CEU), alors qu'elle avait commencé à fonctionner dès 1968.

## Anciens élèves célèbres
- Leire Pajin, secrétaire d'État à la Coopération internationale, députée socialiste
- Rita Bosaho, députée